# Hexatoma (Eriocera) ogloblini
Hexatoma (Eriocera) ogloblini is een tweevleugelige uit de familie steltmuggen (Limoniidae). De soort komt voor in het Neotropisch gebied.